# Nada Milošević-Đorđević
Nada Milošević-Đorđević (Beograd, 2. prosinca 1934.) srpska je povjesničarka književnosti te profesorica na Filološkom fakultetu Sveučilišta u Beogradu i dopisni član SANU od 2003. godine, redovni član od 1. studenog 2012. godine.
Objavila je velik broj radova iz područja usmene književnosti. Jedna je od dobitnica nagrade Mladen Leskovac.

## Nagrade
- Nagrada Mladen Leskovac

## Vanjske poveznice
- The oral tradition Nade Milošević-Đorđević na Rastku.
- Veći broj radova u okviru Zbornika Matice srpske za slavistiku na Rastku.